# Rikard av Caserta
Rikard av Caserta, död omkring 1267, var en italiensk greve.
Rikard av Caserta tillhörde en neapolitansk grevlig ätt, kom i kejsar Fredrik II:s gunst och gifte sig med en oäkta dotter till denne. 1266 slöt han sig till den av påven stödde pretendenten på Neapel, Karl av Anjou.